# Coloid

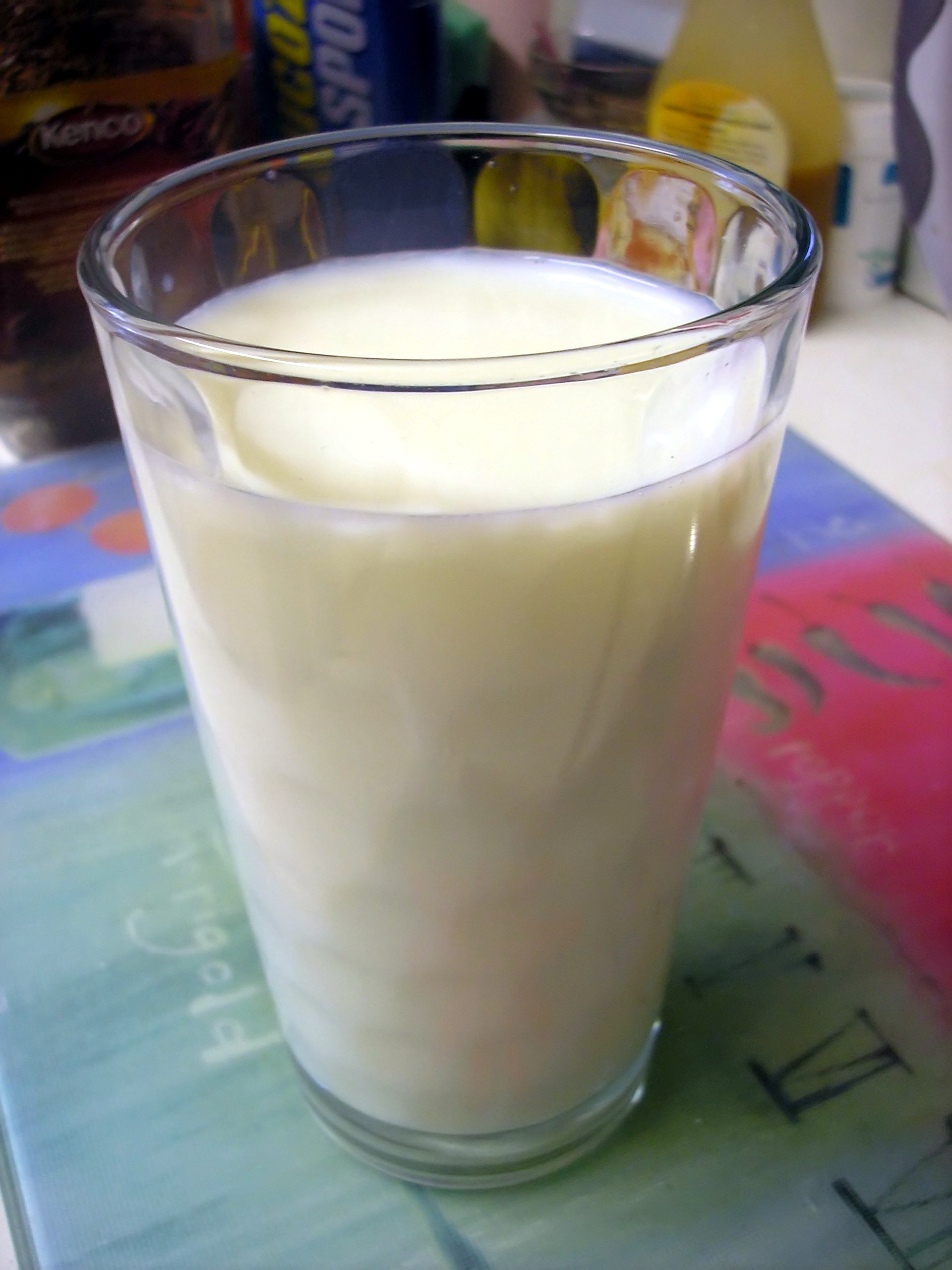
Lapte într-o emulsie lichidă coloidală cu globule smântânoase dispersate într-o soluție lichidă apoasă.

Un coloid este o substanță microscopic dispersată uniform prin altă substanță.
Coloizii pot fi definiți ca punctele ce comunică în dispersie și nu difuzează prin membrane cu alte soluții, altfel a spune, sunt un pas intermediar între ambele. 
Numele de coloid provine din cuvintele grecești κόλλα (lipici) + εἶδος (formă,fel). Acest nume face referință la una din principalele proprietăți ale coloizilor: tendința spontană de agregare într-o formară coagulată.
Cu studiul coloizilor se ocupă chimia coloidală. Chimia coloidală este o ramură a chimiei fizice care se ocupă cu studiul comportării soluțiilor. Chimia coloidală modernă studiază proprietățile sistemelor aflate în dispersie avansată precum și fenomene care au loc la suprafața de separare dintre cele două faze. Fondatorul chimiei coloidale este chimistul scoțian Thomas Graham. 
Substanțele coloidale prin excelență au componența așa încât le face să continue sub formă de lichid și le face să se compună din particule solide, putând întâlnii coloizi a căror componente se găsesc în alte stări de agregare. În următorul tabel se găsesc tipurile distincte de coloizi unii în stadiul fazelor continue și de dispersie:
|               |        | Fază dispersă                                               | Fază dispersă                                            | Fază dispersă                                                    |
| ------------- | ------ | ----------------------------------------------------------- | -------------------------------------------------------- | ---------------------------------------------------------------- |
| Gaz           | Lichid | Solid                                                       |                                                          |                                                                  |
| Fază continuă | Gaz    | Nu e posibl pentru că toate gazele sunt solubile între ele. | Aerosol lichid, Exemple: ceața, bruma                    | Aerosol solid, Exemple: Fum, praf în suspensie                   |
| Fază continuă | Lichid | Spumă, Exemple: Spuma de barberit                           | Emulsie, Exemple: Lapte, maioneză, cremă de mâini, sânge | Sol, Exemple: Vopsea (colorant), tinctură chinezească (cerneală) |
| Fază continuă | Solid  | Spumă Solidă, Exemple: Piatră ponce, aerogeluri             | Gel, Exemple: Gelatină, jeleu, brânză                    | Sol solid, Exemple: Cristal de Sticlă                            |